# Гюлікевхян Гайк Габріелович
Гайк Габріелович Гюлікевхян (Гюлюкевхян) (5 січня 1886, місто Шуша, тепер Нагірний Карабах, Азербайджан — 29 вересня 1951, місто Єреван, тепер Вірменія) — вірменський радянський діяч, філософ, секретар ЦК КП(б) Вірменії, професор.

## Життєпис
З 1906 року навчався в університетах Єни та Лейпцига (Німеччина), у 1907 році продовжив навчання в університеті Цюриха. У 1914 році закінчив філософський факультет Університету Ґейдельберга. Співпрацював з Ф. Мерінгом, К. Лібкнехтом та Р. Люксембург.
У 1914 році заарештований за громадську діяльність. До 1918 року перебував у в'язниці.
Член РКП(б) з 1918 року.
З 1918 по 1920 рік — на політичній роботі в Червоній армії.
У 1920—1921 роках — редактор газети «Коммунист» у місті Ерівані.
З 1923 року — проректор Еріванського державного університету, завідувач кафедри філософії Еріванського державного університету.
У 1924—1928 роках — завідувач агітаційно-пропагандистського відділу ЦК КП(б) Вірменії.
Одночасно 6 липня 1927 — 5 квітня 1928 року — секретар ЦК КП(б) Вірменії.
З 1931 року — директор Університету марксизму-ленінізму в місті Ерівані; викладач Єреванського державного педагогічного інституту імені Х. Абов'яна; викладач Єреванського державного педагогічного інституту іноземних мов.
У 1930-х роках був безпідставно репресований, потім реабілітований.
Помер 29 вересня 1951 року в Єревані.